# Rintrocilo
Il rintrocilo è una varietà di pasta tipica della cucina abruzzese e in particolare chietina, fatta con acqua, sale e farina di grano duro, dalla forma allungata a sezione ovoidale.
L'apposito matterello scanalato dal quale prende il nome e con cui è modellata è presumibilmente l'antenato della chitarra: lo strumento, detto a sua volta rintrocilo e noto in Abruzzo ulteriore già verso la metà del XVIII secolo, fu il solo in uso fino al 1860. Il rintrocilo si differenza dagli spaghetti alla chitarra per l'assenza dell'uovo tra gli ingredienti; può essere condito con sughi sia di carne e sia di pesce.